# Bidens holwayi
Bidens holwayi là một loài thực vật có hoa trong họ Cúc. Loài này được Sherff & S.F.Blake mô tả khoa học đầu tiên năm 1917.